# 东江专区
东江专区，中华人民共和国广东省已撤销的专区，在今广东省南部。
1949年置，专署驻惠阳县。辖惠阳、博罗、增城、龙门、连平、河源、和平、龙川、紫金、海丰、陆丰11县。
1951年，原属北江专区的新丰县划归东江专区。
1952年，撤销东江专区，辖县分别划归粤东、粤北、粤中3行政区：
- 将惠阳、紫金、河源、龙川、海丰、陆丰6县划归粤东行政区；
- 将连平、和平、新丰3县划归粤北行政区；
- 将博罗、龙门、增城3县划归粤中行政区。